# Дуброво (Пуховичский район)
Дуброво (бел. Ду́брава) — деревня в Пуховичском районе Минской области Республики Беларусь. В составе Новопольского сельсовета.

## География
Расположена в 52 км на запад от Марьиной Горки, 46 км от Минска, 29 км от железнодорожной станции Руденск на линии Минск — Осиповичи.
Ближайшие населённые пункты Будёновка, Кристамполье, Товарские и др.

## Этимология
В основе названия термин, обозначающий тип леса — дубовый лес, дубрава.

## История
Населенный пункт основан как посёлок в 1920-е годы в Белорусской ССР. В 1926 году в Сергеевичском сельсовете Шацкого, с 1927 по 1935 год Пуховичского районов Минского округа Белорусской ССР. С 12 февраля 1935 года в Руденском районе, с 1938 года в Минской области.
Во Вторую мировую войну с конца июня 1941 года до начала июля 1944 года под оккупацией Германии.
В 1960 году в Пуховичском районе. До 29 июня 2006 года деревня входила в состав Сергеевичского сельсовета. С 2006 года по 28 мая 2013 года в составе Правдинского поссовета. После упразднения Правдинского поссовета деревня включена в Новопольский сельсовет

## Население

### Численность
- 2019 год — 1 житель

### Динамика
- 1926 год — 54 жителей, 11 дворов
- 1999 год — 4 жителей (перепись населения)
- 2002 год — 2 жителей, 1 двор
- 2012 год — 2 жителей, 1 хозяйство[5]
- 2009 год — 1 житель (перепись населения)
- 2019 год — 1 житель (перепись населения)

## Галерея

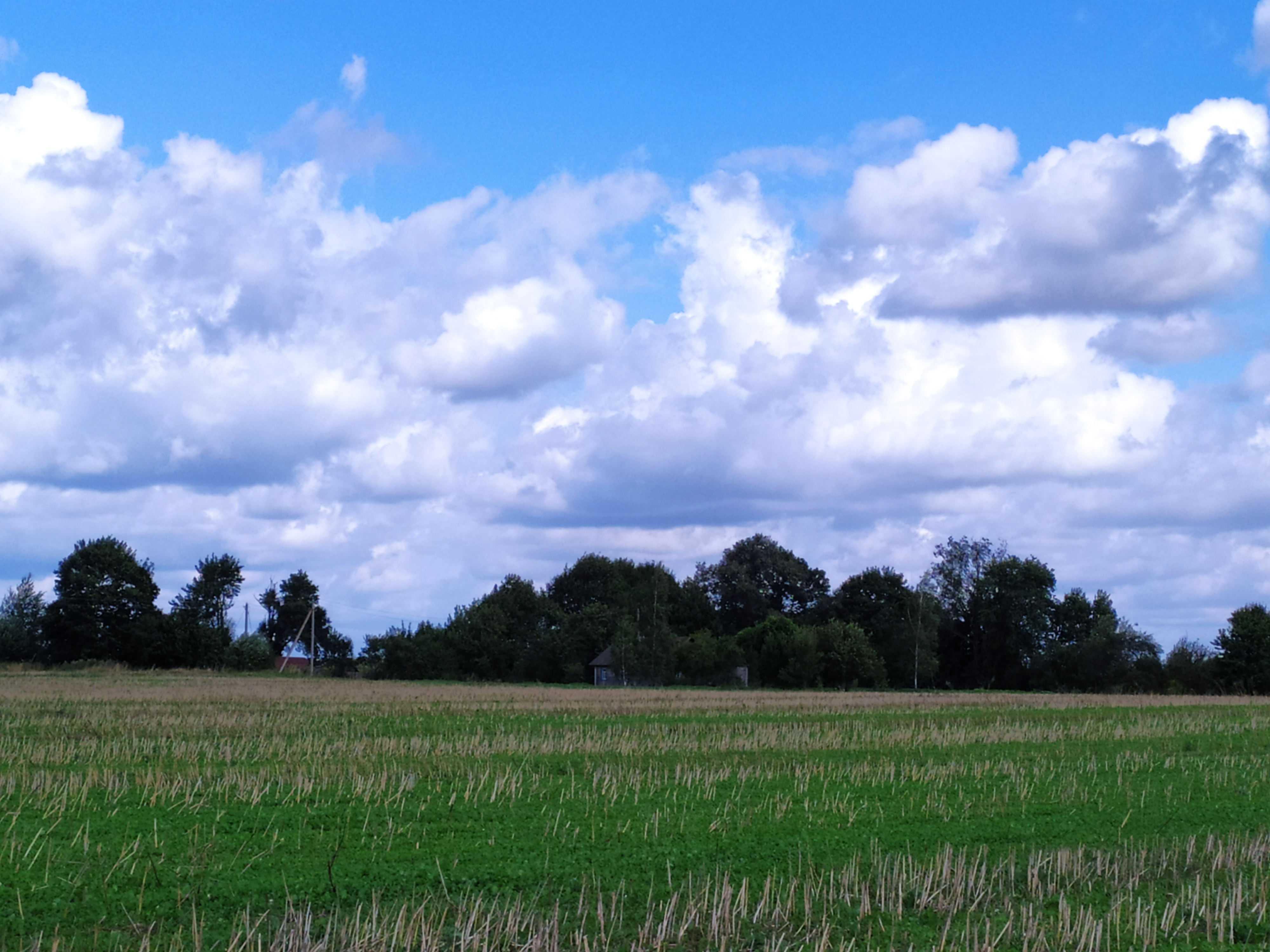
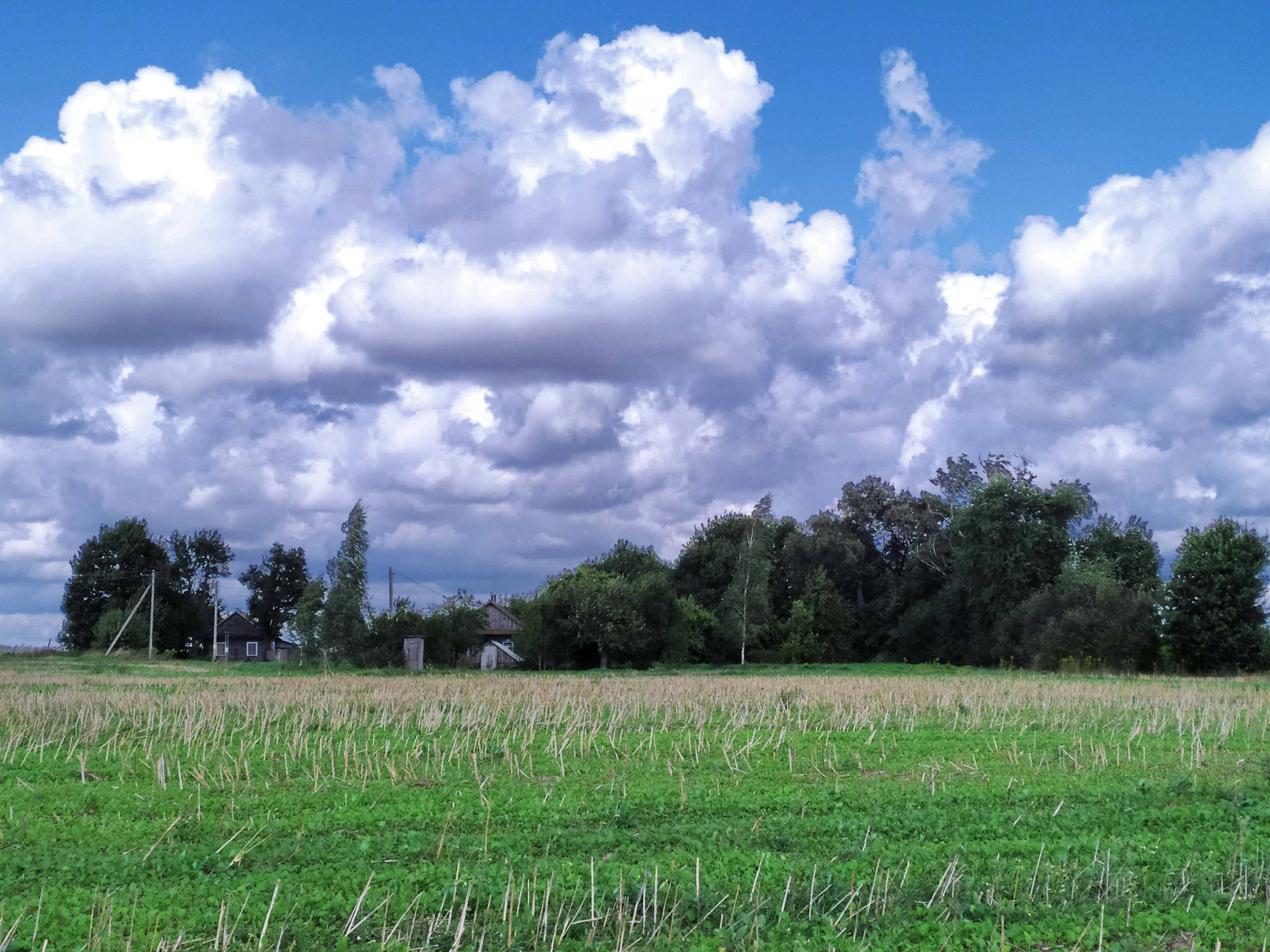

## Улицы
- Центральная улица